# Radio 1 (Holandia)

Logo de NPO Radio 1

NPO Radio 1 – pierwszy program publicznego radia holenderskiego Nederlandse Publieke Omroep. Nadaje głównie sport i wiadomości. Zostało założone w 1947 roku.
W 2005 roku następujące towarzystwa radiowe produkowały programy dla Radio 1: NOS, NPS, Avrotros, KRO, NCRV, BNN, EO, RVU, VARA, VPRO, IKON, MAX i WNL.